# 1881 au Québec
Cet article traite des événements survenus en 1881 au Québec. 

## Événements

### Janvier
- 6 janvier : une résolution, proposée par Jacques Grenier mais inspirée par Edward Blake et Wilfrid Laurier, est votée à Montréal, déclarant que le contrat signé par le gouvernement fédéral avec le Canadien Pacifique pour la construction d'un chemin de fer reliant la Colombie-Britannique au reste du Canada est trop onéreux et contraire aux intérêts du citoyen[1].
- 19 janvier : le conseil de ville de Montréal vote une résolution demandant que le terminus de Québec, Montréal, Ottawa et Occidental (chemin de fer de la rive nord) soit prolongé jusqu'aux casernes de la porte Québec où sera érigée la future gare Viger[2].

### Février
- 13 février : le premier ministre Chapleau rencontre les administrateurs du Canadien Pacifique dans le but de discuter de la possibilité d'incorporer le Québec, Montréal, Ottawa et Occidental à la compagnie. Celle-ci finira par refuser[3].
- 15 février : le contrat du Canadien Pacifique est sanctionné à Ottawa. La compagnie peut maintenant construire son chemin de fer.

### Mars
- 1er mars : Jean-Louis Beaudry remporte les élections municipales de Montréal par 234 voix de majorité sur son adversaire Horatio Admiral Nelson (en)[4].
- 14 mars : Louis-Adélard Senécal doit se défendre des allégations du Morning Chronicle l'accusant de ne pas donner sa juste part à la ville de Québec dans la distribution des emplois sur le Québec, Montréal, Ottawa et Occidental. Il déclare que l'usine de la compagnie à Québec emploie 188 personnes, toutes originaires de la région[5].
- 19 mars : le conservateur Simon-Xavier Cimon remporte l'élection partielle fédérale de Charlevoix à la suite de la démission de Joseph-Stanislas Perrault.
- 23 mars : l'École de médecine de Montréal somme l'Université Laval d'abolir sa faculté de médecine à Montréal. Elle l'accuse ouvertement d'empiéter ses prérogatives[6].
- 29 mars : Edward Blake est proclamé officiellement chef du Parti libéral du Canada[7].

### Avril
- 9 avril : une requête est signée par tous les évêques du Québec, sauf par Mgr Laflèche, évêque de Trois-Rivières, demande au gouvernement Chapleau de faire adopter un projet de loi reconnaissant à l'Université Laval le droit d'établir des succursales en dehors de la ville de Québec[6].
- 17 avril : dans un article intitulé « La caverne des quarante voleurs », le journal L'Électeur accuse Senécal d'ériger le vol en système dans l'administration du Québec, Montréal, Ottawa et Occidental. Il sera plus tard prouvé qu'il avait été écrit par Wilfrid Laurier[2].
- 19 avril : lors d'un banquet donné en l'honneur d'Edward Blake à Montréal, Honoré Mercier déclare dans son discours vouloir se rapprocher du clergé catholique. Il dit répudier la doctrine socialiste populaire en Europe[8].
- 23 avril : une compagnie est créée devant construire un chemin de fer entre Montréal et Sorel. Le capital requis est de 750 000 $ et l'un des organisateurs est le juge en chef Armstrong[9].
- 26 avril : Ernest Gagnon, gérant de L'Électeur, est arrêté puis relâché sous cautionnement.
- 28 avril : ouverture de la quatrième session de la 4e législature. Dans la réponse sur l'adresse, le premier ministre Chapleau se fait accuser par l'opposition d'avoir reçu un pot-de-vin de 14 000 $ du Crédit foncier franco-canadien, un organisme d'emprunt fondé à Paris en 1880[10].

### Mai
- 9 mai : l'archevêque de Montréal, Ignace Bourget, fait publier son avis sur l'affaire de l'Université Laval. Il déclare ne pas vouloir de cette université à Montréal et s'oppose à un projet qui lui donnerait ce pouvoir[11].
- 11 mai : le conservateur David Alexander Ross (en) accuse le secrétaire du gouvernement, Étienne-Théodore Pâquet (en), d'avoir reçu une somme de 4 000 $ de banquiers français en échange de sa contribution à l'implantation du Crédit foncier franco-canadien. Pâquet déclare qu'il l'a accepté par compensation[12].
- 12 mai : 
  - l'Assemblée législative annonce l'institution d'une enquête sur cette affaire[12].
  - l'archevêque de Québec, Elzéar-Alexandre Taschereau, fait une réponse publique à Ignace Bourget, l'accusant de miner l'autorité de son successeur Fabre, en désaccord avec lui[13].
- 21 mai : le conservateur Vincent-Paul Lavallée (en) accuse le libéral George Irvine d'avoir fraudé les créanciers de la compagnie de chemin de fer Lévis et Kennebec, lors de sa vente le 27 mars dernier[12].
- 27 mai : l'Assemblée législative refuse la création d'une commission devant enquêter sur cette nouvelle affaire. Elle adopte une proposition de Joseph-Israël Tarte déclarant être satisfaite des propos d'Irvine[12].
- 30 mai : le discours du budget du trésorier Joseph Gibb Robertson annonce des recettes de 3 546 000 $ et des dépenses de 3 979 000 $ pour l'année en cours[14].

### Juin
- 3 juin : le curé Labelle est victime d'un accident de chemin de fer à Saint-Basile[15].
- 4 juin : les journaux annoncent que Chapleau et Mercier se sont rencontrés le 31 mars de cette année dans le but d'un rapprochement entre modérés conservateurs et libéraux[10].
- 7 juin : inauguration du monument d'Charles de Salaberry à Chambly. La statue est l'œuvre du sculpteur Louis-Philippe Hébert[12].
- 9 juin : 
  - Honoré Mercier propose que la Chambre adopte une certaine résolution afin d'aider à payer les dépenses qui ont augmenté de 1 000 000 $ depuis 1867. Afin d'éloigner la menace d'une taxe directe, elle exigerait une demande de subsides fédéraux plus élevés de la part d'Ottawa[16].
  - un énorme incendie détruit une partie du quartier Saint-Jean-Baptiste à Québec, brûlant 648 maisons et envoyant 1 500 familles à la rue. L'église est entièrement rasée. Le feu a pris naissance à l'angle des rues Sainte-Marie et Saint-Olivier puis s'est rapidement propagé. Une bonne partie du quartier situé entre le coteau Sainte-Geneviève et les édifices gouvernementaux est en ruine. On compte 1 mort et 3 personnes brûlées gravement[17].
- 13 juin : le projet de loi sur l'Université Laval est adopté par 31 voix contre 20 à l'Assemblée législative.
- 18 juin : fin du procès d'Ernest Gagnon, accusé d'avoir accepté de publier l'article séditieux « La caverne des quarante voleurs » dans L'Électeur en avril dernier. Un autre procès implique l'auteur de l'article, Wilfrid Laurier.
- 24 juin : la Fête de la Saint-Jean n'est pas célébrée à Québec cette année par suite du grand incendie du 9 juin dernier.
- 26 juin : l'Assemblée législative rejette la proposition Mercier par 23 voix contre 14.
- 30 juin : 
  - L'Assemblée législative décrète que la durée limite d'une législature sera maintenant de 5 ans au lieu de 4[12].
  - La session est prorogée.

### Juillet
- 4 juillet : le premier ministre Chapleau entame une visite en France où il rencontrera Léon Gambetta et Jules Ferry. Louis-Onésime Loranger (en) est premier ministre par intérim[18].
- 11 juillet : un incendie détruit la manufacture de chaussures James Whitman à Montréal. Un pompier est tué et un autre gravement blessé en tentant d'éteindre les flammes[19].
- 14 juillet : Jules-Paul Tardivel fonde. à Québec, le journal La Vérité, un hebdomadaire qui se veut ultramontain[20].
- 18 juillet : annonce qu'une souscription a été levée en France pour venir en aide aux victimes de l'incendie de Québec. Selon Le Figaro, elle s'élève maintenant à 40 000 anciens francs (8 000 $ de l'époque)[21].

### Août
- 1er août : selon le dernier recensement, la population de Québec est de 62 447 et celle de Montréal de 140 862[22].
- 13 août : l'évêque Ignace Bourget part pour Rome. Il veut obtenir du pape Léon XIII une opposition à la nouvelle loi sur l'Université Laval[23].
- 18 août : un contrat est signé pour l'érection de l'aile principale du nouvel Hôtel du Parlement[12].

### Septembre
- 3 septembre : Ignace Bourget rencontre le pape à Rome[24].
- 8 septembre : Édouard-Charles Fabre inaugure le nouveau monastère des Trappistes, l'abbaye Saint-Benoît-du-Lac. Le bâtiment n'est pas tout à fait terminé mais les Pères Trappistes pourront l'occuper dans quelques semaines[25].
- 17 septembre : Chapleau est de retour à Québec. Il est revenu sur le même paquebot que le premier ministre canadien Macdonald, en visite en Angleterre depuis le début de l'été[26].

### Octobre
- 10 octobre : Wilfrid Laurier plaide non coupable à l'accusation de libelle portée contre lui. L'affaire remonte en avril lorsqu'il a écrit l'éditorial « La caverne des quarante voleurs » dans lequel il accusait Senécal de vol[27].
- 12 octobre : début de la construction du chemin de fer Sorel-Montréal[28].

### Novembre
- 7 novembre : Joseph-Adolphe Chapleau annonce des élections générales pour le 2 décembre.
- 9 novembre : Joly de Lotbinière s'oppose à tout projet de coalition avec les conservateurs modérés et critique ainsi indirectement le projet de son lieutenant Honoré Mercier.
- 14 novembre : le procès de Laurier se termine par un non-lieu, les jurés n'ayant pas réussi à s'entendre[29].
- 13 novembre : Chapleau ouvre sa campagne à Sainte-Thérèse. Dans un discours, il critique le programme du Parti libéral et met en évidence le bilan positif de son gouvernement[30].

### Décembre
- 2 décembre : le Parti conservateur de Joseph-Adolphe Chapleau remporte les élections générales avec 49 députés élus contre seulement 15 pour les libéraux et 1 candidat indépendant[31].

## Naissances
- Joseph Dozois (fondateur du Sanctuaire de Cap-de-la-Madeleine) († 4 juillet 1941)
- 2 janvier - Martin Beattie Fisher (homme politique) († 17 décembre 1941)
- 5 janvier - Alphonse Beauregard (homme d'affaires) († 15 janvier 1924)
- 2 août - Honoré Achim (avocat et homme politique)(† 14 mai 1950)
- 14 août - Louis-Napoléon Audet (architecte) († 1971)
- 26 septembre - Édouard Montpetit (homme de loi) († 27 mai 1954)
- 2 octobre - Joseph Sirois (homme de loi) († 17 janvier 1941)
- 4 novembre - Hector Authier (homme politique) († 14 avril 1971)
- 8 novembre - Clarence Gagnon (peintre) († 5 janvier 1942)
- 20 décembre - Télesphore-Damien Bouchard (homme politique) († 13 novembre 1962)
- 21 décembre - Paul-Émile Lamarche (homme politique) († 11 octobre 1918)
- 31 décembre - Albert Sévigny (homme politique) († 14 mai 1961)

## Décès
- 6 janvier - Christopher Dunkin (politicien) (º 25 septembre 1812)
- 9 janvier - Pierre Beaubien (médecin et homme politique) (º 13 août 1796)
- 28 janvier - Luc Letellier de Saint-Just (lieutenant-gouverneur du Québec) (º 12 mai 1820)
- 5 juin - Thomas-Aimé Chandonnet (personnalité religieuse) (º 26 décembre 1834)
- 1er juillet - Louis Marchand (homme d'affaires) (º 15 mars 1800)